# Leioheterodon madagascariensis
Leioheterodon madagascariensis är en ormart som beskrevs av Duméril, Bibron och Duméril 1854. Leioheterodon madagascariensis ingår i släktet Leioheterodon och familjen snokar. IUCN kategoriserar arten globalt som livskraftig. Inga underarter finns listade i Catalogue of Life.
Arten förekommer på nästan hela Madagaskar. Habitatet varierar mellan torra och fuktiga skogar, buskskogar, gräsmarker och kulturlandskap. Individerna är aktiva på dagen och vistas främst på marken. De jagar gnagare samt småfåglar och äter ägg av fåglar eller ödlor.